# Albert Goodwin

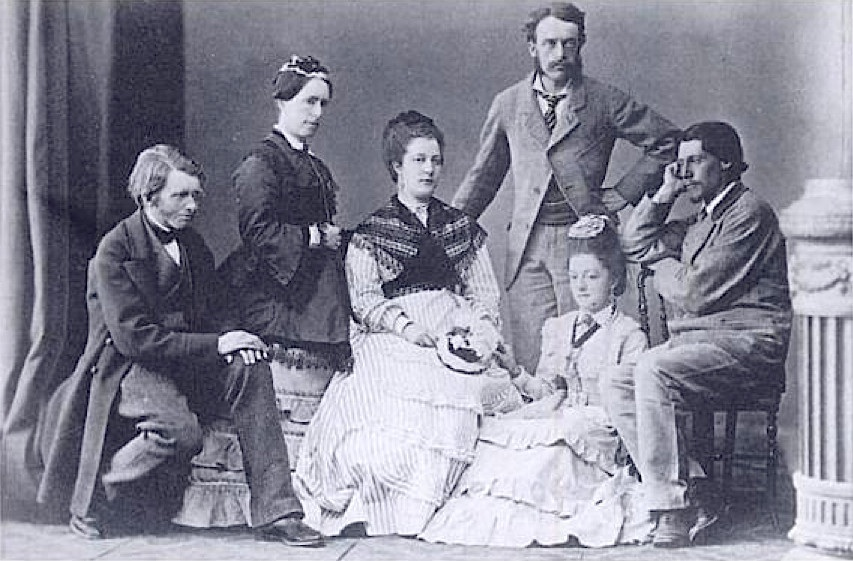
Albert Goodwin (rechts) in Italië, 1872, met John Ruskin (links) en Arthur Severn (staande).

Albert Goodwin (Maidstone 17 januari 1845 - Londen, 7 april 1932) was een Engels kunstschilder en aquarellist, vooral bekend door zijn landschappen. Hij werd beïnvloed door William Turner en de prerafaëlieten.

## Leven en werk
Goodwin werd geboren in een bouwvakkergezin met negen kinderen. Aanvankelijk leek er geen ruimte om te gaan studeren maar vanwege zijn uitzonderlijke artistieke talent mocht hij toch in de leer treden bij de prearafaëlitische kunstschilders Arthur Hughes en Ford Madox Brown. Reeds op vijftienjarige leeftijd exposeerde hij zijn eerste werk bij de Royal Academy of Arts. Hij werd een beschermeling van de bekende kunstcriticus John Ruskin, die hem (samen met de aquarellist Arthur Severn) in 1872 mee op reis nam naar Italië. Ook later zou Goodwin altijd veel blijven reizen en schilderde hij onder andere in India en het Midden-Oosten. De meeste van zijn werken zijn echter gesitueerd in Groot-Brittannië.
Goodwin schilderde vooral stemmige landschappen, stadsgezichten, havengezichten en zeegezichten, soms ook in een historische context. Hij werkte overwegend in waterverf en werd in 1876 ook lid van de Royal Watercolour Society. De invloed van William Turner onmiskenbaar in zijn werk, zonder zijn prerafaëlitische leerschool geheel te verloochenen. Sommige van zijn latere schilderijen doen sterk denken aan Monet. Ook experimenteerde hij na 1900 met inkt in waterverf, om de atmosferische effecten in zijn werk te versterken.
Goodwin kende een lange carrière en maakte in zijn loopbaan meer dan 800 schilderijen. Hij overleed in 1932, op 87-jarige leeftijd. Zijn werk is onder andere te zien in Tate Britain, de Manchester Art Gallery, de Art Gallery of New South Wales en het San Diego Museum of Art.

## Galerij

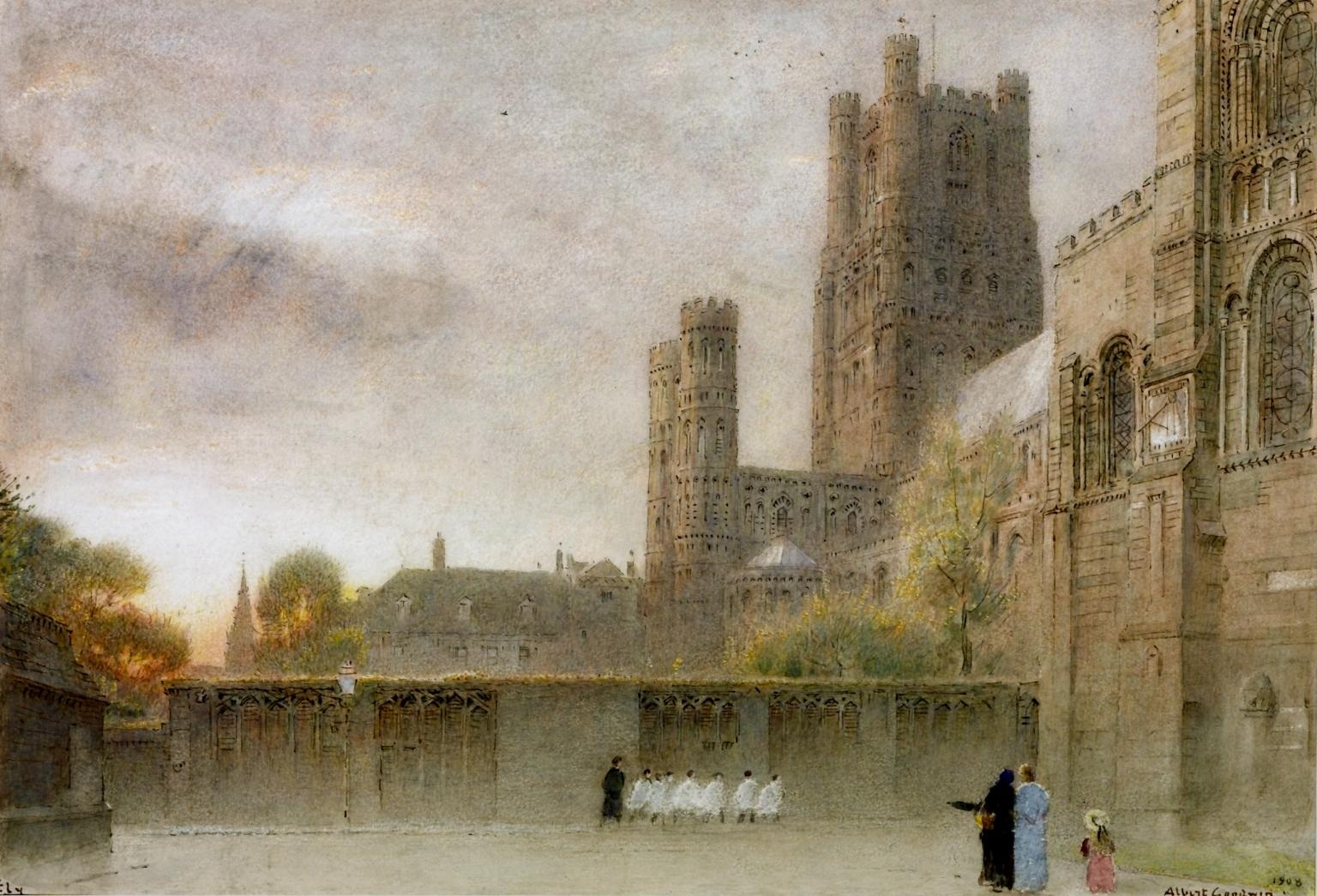
Ely Cathedral
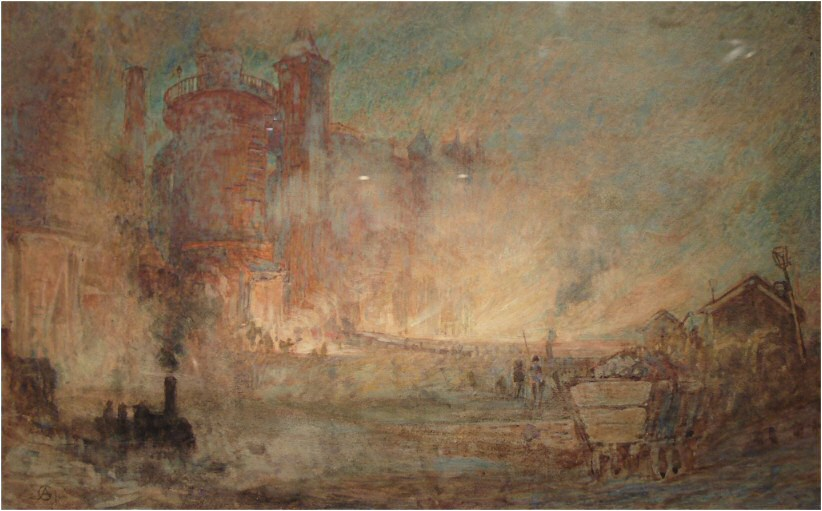
Bell Brothers Ironworks at Port Clarence
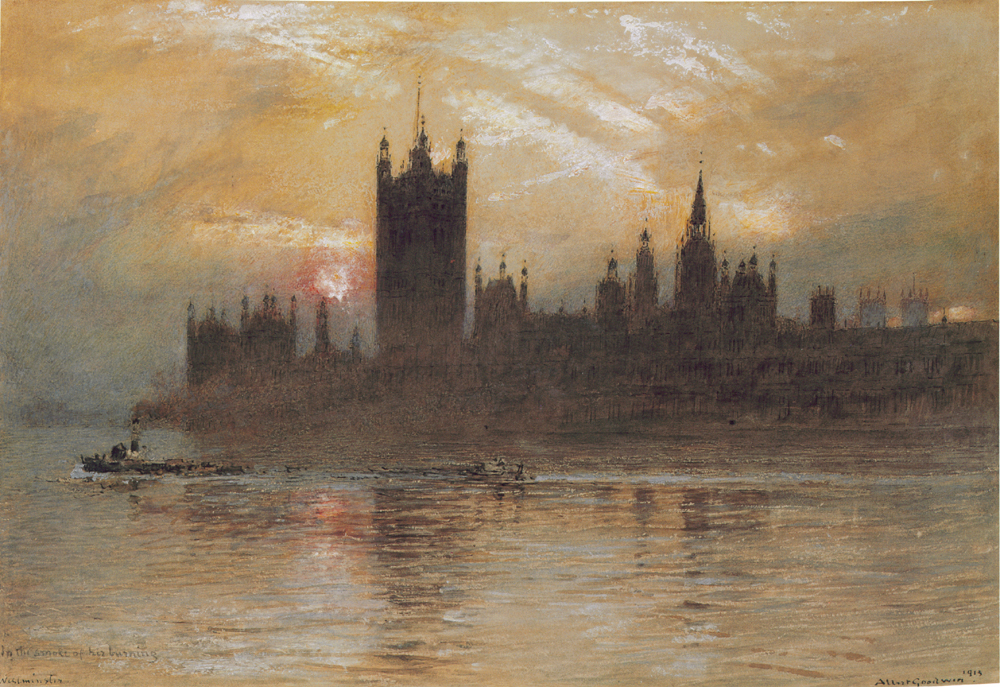
In the Smoke of his burning
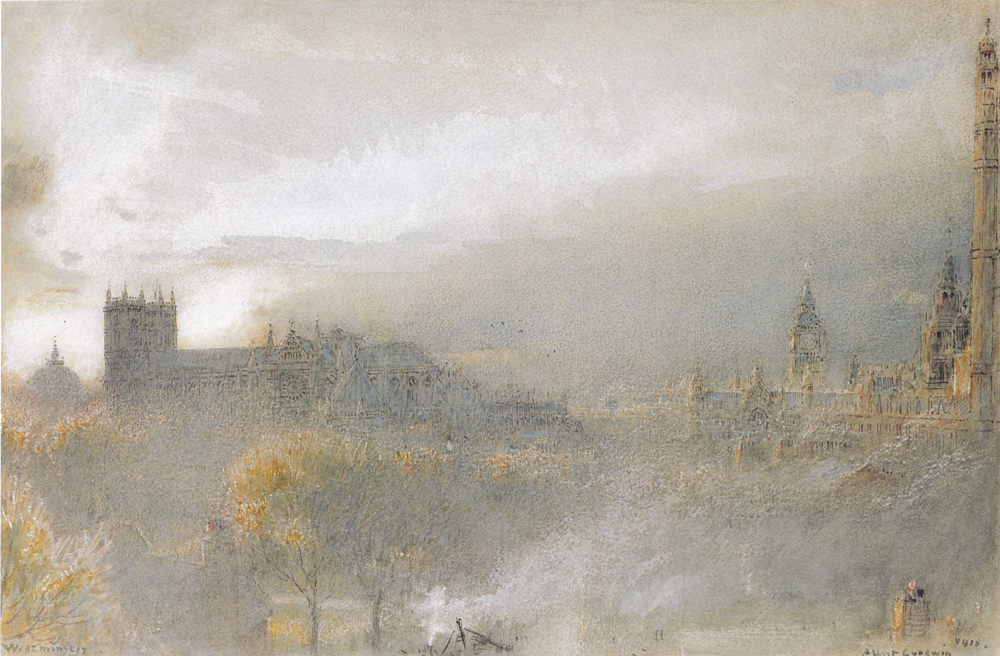
Westminster
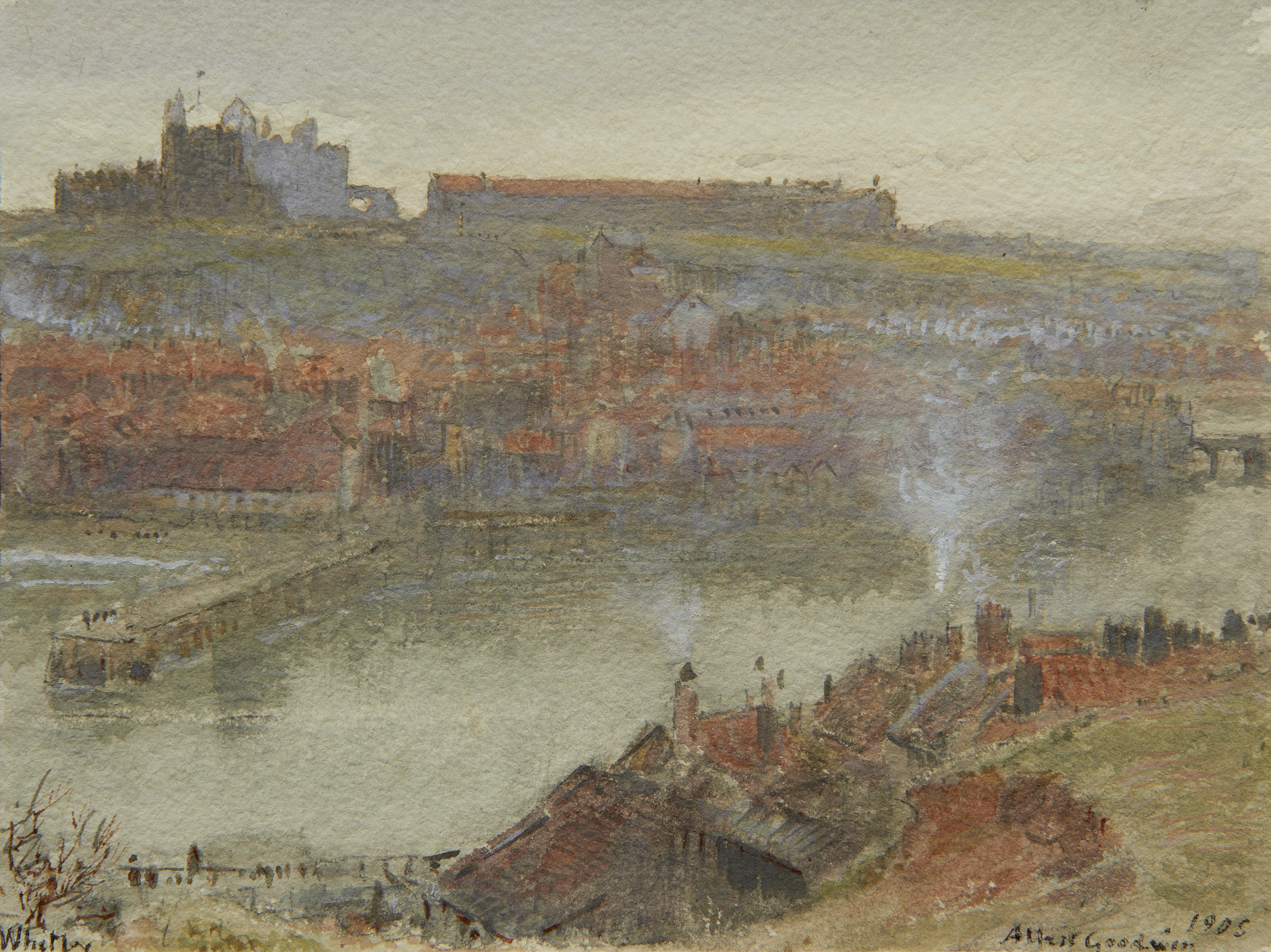
View of Whitby
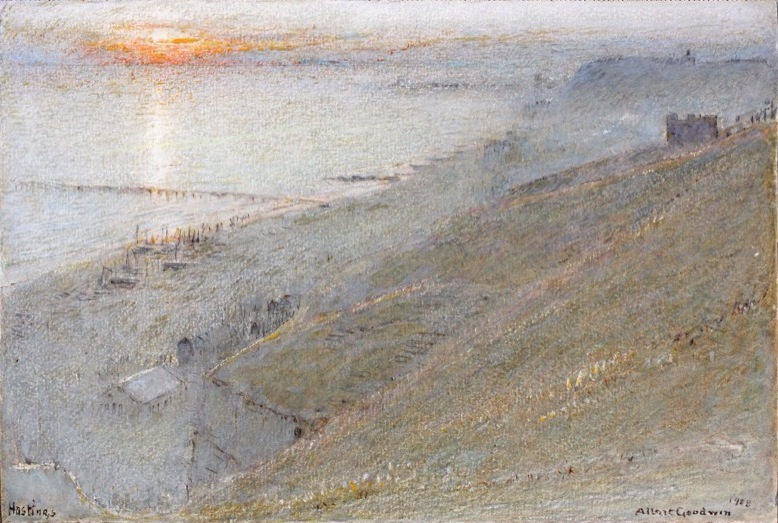
Hastings, Winter Sunset
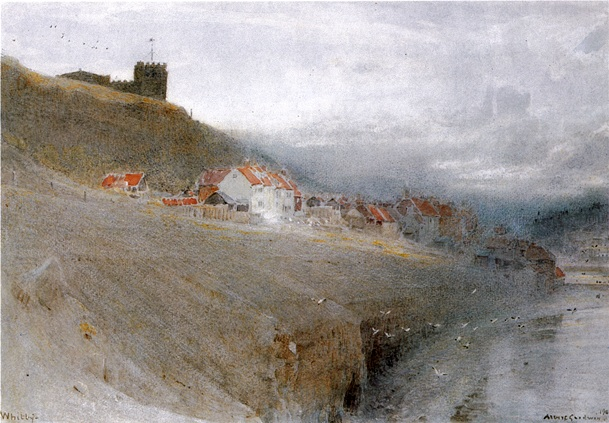
Whitby
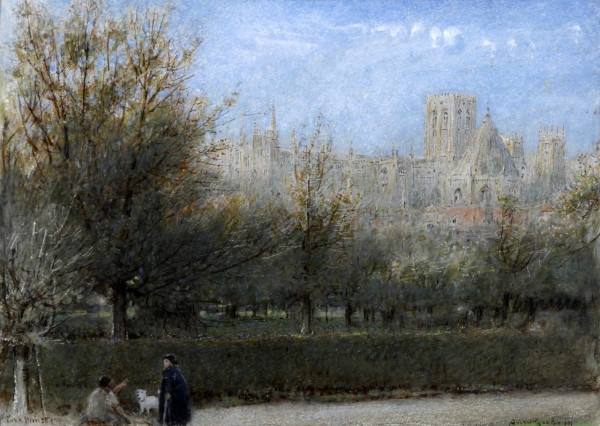
The Evening Service, Salisbury
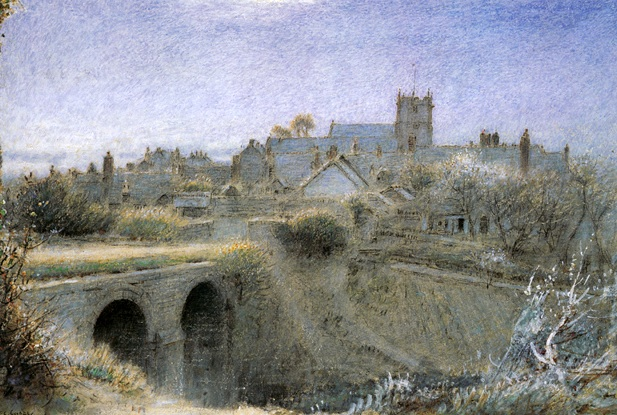
The Village of Corfe
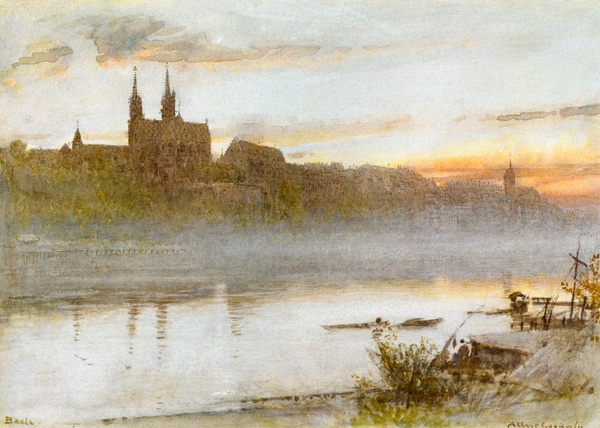
Basl
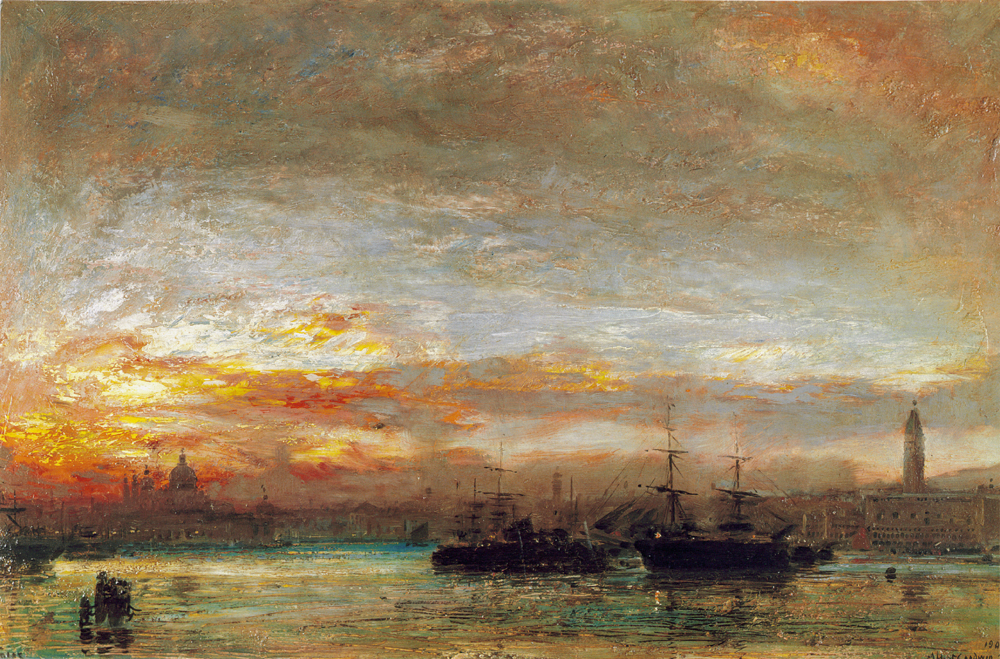
Venice
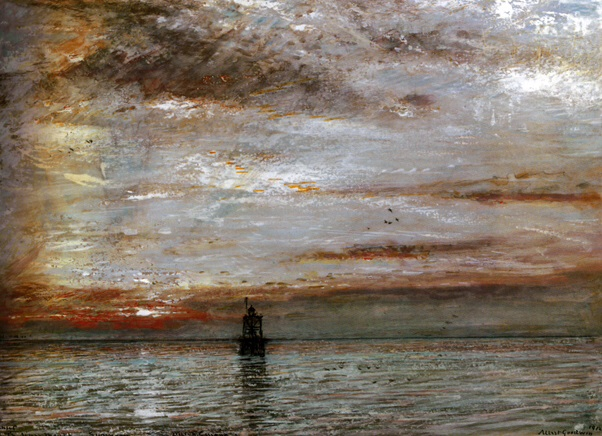
Sunset, The Lion's Mouth Suriname